# البطولة الوطنية التونسية 1958–59
الدوري التونسي لكرة القدم 1958-1959 هو الموسم رقم 4 من الرابطة التونسية المحترفة الأولى لكرة القدم. أفضل 16 ناديا تونسيا يلعبون فيما بينهم ذهابا وإيابا.

فاز بهذا الموسم الترجي الرياضي التونسي، وجاء ثانيا النجم الرياضي الساحلي وثالثا الاتحاد الرياضي التونسي.